# 이어도 (드라마)
《이어도》는 1983년 3월 19일에 방영된 TV문학관이다.

## 줄거리
제주에 소재한 남양일보의 기자 천남석(백윤식)은 해군, 해경의 이어도 수색작전에 참가했다가 갑자기 실종된다. 해경 정보과의 선우현(노주현)은 실종사건에 대해 천 기자가 자살했을 것으로 믿고 수색작전에서 돌아오자마자 남양일보의 편집국장(주현)을 만나 천 기자 실종사건에 대해 이야기를 나눈다. 여기서 천 기자의 비밀이 드러나게 되는데...

## 출연
- 백윤식
- 노주현
- 주현
- 박혜숙
- 이경진
- 강민호
- 심동훈
- 정해창
- 서영진